# 埃洛里奥
埃洛里奥（西班牙語：Elorrio）是西班牙巴斯克自治区比斯开省的一个市镇。总面积37平方公里，总人口7157人（2001年），人口密度193人/平方公里。